# الغارة الجوية على مرزق 2019
الغارة الجويّة على مدينة مرزق 2019 هي غارة جويّة نفذتها طائرة مسيرة تتبعُ لما يُعرف بالجيش الوطني الليبي على مدينة مرزق مُتسبّبةً في مقتلِ أربعين شخصًا وإصابة أربعين آخرين. تضاربت الأنباء حول الهدف بالضبط؛ ففي حين نقلت بعض المواقع الإخباريّة عن مصادر محليّة في المدينة قولها إن الغارة استهدفت عددًا من المدنيين أثناء حفل زفاف وهو ما أكّدتهُ عضوة مجلس النواب في طرابلس رحمة أبو بكر التي قالتْ إن طائرة تابعة لقوات خليفة حفتر شنّت أربع غارات جوية متتالية على تجمّعٍ لأهالي المدينة أثناء حفل زفاف بينما قالت مصادر أخرى نقلًا عن المركز الإعلامي لعملية الكرامة قولهُ إنّ ما يُعرف بالجيش الوطني الليبي قد قصفَ مواقع تابعة للمعارضة التشادية في مدينة مرزق جنوب ليبيا.

## الخلفيّة
معَ بداية شهر نيسان/أبريل من عام 2019؛ شنّ المُشير خليفة حفتر قائد ما يُعرف بالجيش الوطني الليبي حملة عسكريّة صوبَ العاصمة طرابلس – الخاضعة كليًا لحكومة الوفاق الوطني المُعترف بها دوليًا – للسيطرة عليها و«دحرها من الإرهاب» كما كان قد أعلنَ في بيان الهُجوم. بعدَ أربع أشهر من الاشتباكات المتفرقة هنا وهناك؛ فشلَ الجيش الوطني الليبي في التقدم بعدما تمكّن الجيش الليبي – وهو الجيش الرسمي لحكومة الوفاق – وعددٍ من الميليشيات الأخرى في التصدّي له بل فقدت قوات حفتر عددًا من القواعد الاستراتيجية كما خسرت مدينة غريان لصالحِ حكومة فايز السراج.
شهدت هذه الاشتباكات على مدارِ 120 يومًا عددًا من الخروقات كما حذرت الأمم المتحدة من احتماليّة حصول «كارثة إنسانيّة» جرَّاء أعمال الحرب هذه. وفي صبيحة الثالث من تمّوز/يوليو 2019؛ أقدمت «طائرة بدون طيّار مجهولة» على قصفِ مركزٍ للمهاجرين في العاصِمة الليبية ما تسبّبَ في مقتل أكثر من 44 شخصًا وجُرحِ 130 آخرين معظمهم من الأفارقة الذين كانوا يحاولون الوصول إلى أوروبا عبر المعابر البحرية من ليبيا؛ وبالرغمِ من التنديدات الأمميّة والدولية تواصلت أعمالُ الحرب ومعها الخروقات التي دفعت عشرات الآلاف من الليبيين وغير الليبيين إلى الفِرار من منازلهم نحو مناطق أخرى أكثر أمانًا.

## القصف
قامت طائرة بدون طيّار تابعة لما يُسمّى بالجيش الوطني الليبي في ليلةِ يوم الإثنين الموافق لـ 5 آب/أغسطس 2019 بقصفِ مدينة مرزق عبرَ أربعِ غارات جويّة مُتسبّبة في سقوطِ أزيد من 40 قتيلًا ومثلهم تقريبًا من الجرحى. مباشرةً بعد القصف؛ بدأت الأخبار في التداول وكانت جُلّها متناقضة ففي حين شدّدت حكومة الوفاق على أن القصف الجويّ استهدفَ حيًا سكنيًا أثناء حفل زفاف قالت قوات شرق ليبيا بقيادة المشير حفتر إن الضربة حصلت في ساعة متأخرة واستهدفت مقاتلي المعارضة التشادية نافيةً «مزاعم» حكومة الوِفاق بخصوص استهداف المدنيين. الجدير بالذكر هنا أنّ ما يُعرف بالجيش الوطني الليبي كان قد سيطر على مدينة مرزق أوائل عام 2019 في إطار الهجوم الذي شنّه للسيطرة على الجنوب الليبي لكنه انسحب منها لاحقا بغرض تكثيف قواتهِ في الشمال في محاولةٍ منه للسيطرة على العاصمة طرابلس وما والاها.

## المسؤولية
أعلنَ الجيش الوطني الليبي مسؤوليتهُ عن الهجوم لكنّه أنكرَ قصفه المدنيين مُشددًا على أنّ الهدف كان تجمّعًا للمعارضة التشادية في المدينة ونشرَ المركز الإعلامي لغرفة عمليات الكرامة بيانًا قالَ فيه إنّ «القوات الجويّة نفذت 5 ضربات جويّة على تمركزات «المرتزقة التشاديين المعتدية» على أهالي مدينة مرزق وإصابات دقيقة ومباشرة [في] تمام الساعة الثامنة هذا المساء.»

## ردود الفعل

### محليًا
- الجيش الوطني الليبي: نفى الجيش الوطني الليبي الأنباء التي تحدثت حول أنّ القصف قد استهدفَ المدنيين مباشرة واتهمَ حكومة الوفاق الوطني والإعلام الموالي لها بمحاولة «فبركة الأخبار» لصالحها؛[9] فيما اتهمَ أحد الأعضاء في مجلس النواب في طبرق ويتعلّق الأمر بعلي السعيدي القايدي المعارضة التشادية بالقِتال إلى جانب حكومة الوفاق في طرابلس.
- حكومة الوفاق: اتهمت حكومة الوفاق الوطني الليبية ما يُعرف بالجيش الوطني الليبي بقيادة المشير خليفة حفتر بالتسبّبِ في سقوط ضحايا مدنيين بعد قصفه مدينة مرزق؛ وقالت في بيانها: «يُدين المجلس الرئاسي لحكومة الوفاق الوطني بأقسى عبارات الإدانة القصف الجوي الذي تعرضت له مدينة مرزق مساء الأحد من قبل ميلشيات حفتر، واستهدف حي القلعة السكني، وما سببه من وقوع العشرات من القتلى والجرحى المدنيين.[10]» فيمَا دانت وزارة الداخلية بحكومة الوفاق الهجوم واصفةً إيّاه «بالوحشي» ومؤكدةً في بيانٍ لها «بأن حفتر سينالُ جزاءه عن هذا الهجوم ... إنها جريمة حرب لا مُبرّر لها سوى ترهيب الآمنين وقتلهم.[11]»

### دوليًا
على مستوى الدول
- الاتحاد الأوروبي: قال الاتحاد الأوروبي في بيانم نشرهُ عقبَ الهجوم «إن الهجمات العشوائية على المناطق السكنية قد ترقى إلى جرائم حرب، وإنها يجب أن تتوقف فورًا ... الغارة تُؤكّد عدم قدرة الأطراف المتحاربة على إنهاء الأزمة.» وأضاف: «يجبُ تقديم مرتكبي جرائم الحرب ومن ينتهكون القانون الإنساني الدولي إلى العدالة ومحاسبتهم ... ندعو الليبيين إلى دعم محاولات المبعوث الخاص للأمم المتحدة إلى ليبيا غسان سلامة لإعادة إطلاق المفاوضات السياسية وتفعيل الهدنة بمناسبة عيد الأضحى.[12]»

على مستوى المنظمات
- الأمم المتحدة: قالتْ البعثة الأممية في ليبيا «إن الهجمات العشوائية انتهاك صارخ للقانون الدولي وترقى إلى جرائم حرب ... ندعو السلطات إلى التحقيق في التصعيد الأخير بمدينة مرزق ومحاسبة المسؤولين عنه.»
  - أعربَ مجلس الأمن الدولي عن تأييده التام لدعوة المبعوث الأممي غسان سلامة إلى هدنة بمناسبة عيد الأضحى، وقال في بيانٍ صحفيّ إن الهُدنة ينبغي أن تكون مصحوبة بتدابير لبناء الثقة بين طرفي الصراع.